# Hovmod
Hovmod er en last, der indebærer en alt for høj vurdering af en selv og en for stor arrogance og selvhævdelse.
På den måde kan hovmod betragtes som det modsatte af ydmyghed. Hovmod betragtes i mange kulturer som noget negativt. Grænsen mellem det positivt ladede begreb højt selvværd og hovmod kan virke flydende.
I antikkens Grækenland mente man, at gudinden Nemesis straffede selvhævdende handlinger, som gik over grænsen for det passende (deraf udtrykket nemesis om negative virkninger af hovmod).
Alle de store abrahamitiske religioner, dvs. jødedommen, kristendommen og islam, ser hovmodet som et moralsk problem, fordi den er en synd mod de guddommelige forventninger til menneskene.
Inden for den romersk-katolske kirke regnes hovmod for en af de såkaldte syv dødssynder og i de protestantiske kirker anses hovmod ligesom andre synder for at være en variant af grundsynden: oprør mod Gud.